# Netokrácia
A Netokrácia egy szóösszetétel, amit a Wired magazin szerkesztősége hozott létre az 1990-es évek elején. Az internet és az arisztokrácia szavak keresztezésének eredményeképpen a netokrácia, mint kifejezés egy globális felsőosztályra utal, ami az erejét a technológiai és internetes tudására építette, felváltva a burzsoázia fokozatosan csökkenő fontosságát. Ahogyan a feudalizmusban elkülönült a földesúri és paraszti réteg, a kapitalizmusban a burzsoázia és a munkásosztály, úgy most az internet határozza meg azt, hogy ki birtokolja kezében a hatalmat és ki az, aki alulmarad a versenyben. A hatalom azoké, akié az információ.
A koncepciót két svéd filozófus, Alexander Bard és Jan Söderqvist taglalta részletesebben a Netokrácia – Az új hatalmi elit és az élet a kapitalizmus után című könyvben (eredeti kiadása Svédországban 2000-ben jelent meg Nätokraterna - boken om det elektroniska klassamhället címmel, angol nyelven 2002-ben az Egyesült Királyságban a Reuters/Pearsall kiadásában). Bard és Söderqvist az új infokommunikációs technológiák által formált gazdaság és társadalom formációját informacionalizmusnak nevezik, ami szerintük ugyanúgy felváltja majd a kapitalizmust, ahogyan az felváltotta a feudalizmust.
A netokrácia koncepciója hasonlóságot tartalmaz Richard Florida kreatív osztály koncepciójával. Bard és Söderqvist definiált egy osztályalatti ellenállást a netokráciával szemben, amit az angol Consumer (fogyasztó) és a Proletariat 
(proletár) szó keresztezéseképpen Consumtariat-nak neveztek el.
A netokrácia az információ birtoklását, kezelését és szűrését kezében tartó új osztály, az internet elitje. Ők azok, akik sikeresen használják a modern kommunikációs eszközöket arra, hogy kapcsolatokat építsenek és tartsanak fenn a világ minden táján. A hatalom elhagyja a fizikai teret és a virtuális térbe költözik, ahol azok számítanak a legtöbbet, akiknek a legtöbb kapcsolatuk van. A hatalom mértéke a hálózati pozíció lesz. A netokrácia minden korábbi elitnél sebezhetőbb és támadhatóbb, hiszen nem képes arra, hogy monopolizálja a pályát, amelyen az információ birtoklásáért folyó verseny zajlik.

## A netokrácia tízparancsolata
A netokraták csak úgy maradhatnak talpon, ha egy pillanatra sem állnak le. Nem szabad megelégedniük kapcsolataik állapotával, újra és újra kell építeniük a kapcsolati hálójukat. A legfontosabbak és legnélkülözhetetlenebbek körébe kell tartozniuk. Mindig be kell szerezniük a legújabb információt, folyamatosan tanulniuk kell.  A netokrácia részese az, akire sok figyelem hárul. Akié az információ, azé a hatalom. 

## A netokraták csoportjai
- eternalisták: a mémeket birtokolják, ők hitelesítik az információt
- hálózati vállalkozók: az információ hozzájuk fut be és tőlük megy ki
- kurátorok: közvetítenek az eternalisták és kapcsolati tőkés vállalkozók között

Az új típusú társadalom leírására a szociológusok az informacionalizmus kifejezést használják. A társadalmi csoportok a szerint különülnek el, hogy ki mennyire használja ki a világhálót. 
Az internethasználat típusai szerint öt fő típus különíthető el:
- rejtőzködők (31,3%)
- informálódók (28,5%)
- tanulók (18,2%)
- befogadók (14,4%)
- extenzív felhasználók (7,6%)

A netokraták az úgynevezett extenzív felhasználók csoportjának tagjai.  Azoknak az életében, akik ebbe a csoportba kerültek, alig akad olyan tevékenység, amelyet ne tudnának online végezni. Egyedül az informálódásban maradnak le. Informálódáson kívül gyakorlatilag minden dimenzióban ők a legaktívabbak. Az interneten keresztül szerzik be az információt, ezen keresztül intézik ügyeiket és még szórakozásuk is az internethez kötődik. Az érvényesülés új médiuma az internet. Az internet révén létrejövő virtuális közösségekben az online kommunikáció nemcsak a személyes kapcsolatok dominanciáját hozza vissza az emberek életébe, hanem a munkavégzést is visszatereli az otthonokba. 

## Fordítás
- Ez a szócikk részben vagy egészben  a   Netocracy című angol Wikipédia-szócikk fordításán alapul.  Az eredeti cikk szerkesztőit annak laptörténete sorolja fel. Ez a jelzés csupán a megfogalmazás eredetét és a szerzői jogokat jelzi, nem szolgál a cikkben szereplő információk forrásmegjelöléseként.